# Jean-Paul Rabier
Jean-Paul Rabier (Vendôme, 25 gennaio 1955) è un allenatore di calcio ed ex calciatore francese, di ruolo centrocampista.

## Carriera

### Giocatore
Dal 1973 al 1979 ha militato nel Rennes. Nel 1979 è passato al Valenciennes. Nel 1982 si è trasferito al Laval. Nel 1984 è stato acquistato dal Lens, club con cui ha concluso la propria carriera da calciatore nel 1985.

### Allenatore
Ha cominciato la propria carriera da allenatore nel 1988, alla guida del Guingamp. Nel 1990 ha firmato un contratto con il La Roche. Nella stagione 1994-1995 ha guidato il Rouen. Nel 1995 ha firmato un contratto con il Vitré. Nel 1998 è stato ingaggiato dal Vitré. Nella stagione 2000-2001 ha allenato l'Angers. Nel 2002 è stato nominato commissario tecnico della Nazionale burkinabé. Ha guidato la Nazionale burkinabé nella Coppa d'Africa 2004. Nel 2004 è diventato tecnico del MC Alger. Nel 2006 ha firmato un contratto con l'Al-Khor. Nel 2008 è stato ingaggiato dal Ryūkyū Okinawa. Il 21 gennaio 2010 è stato nominato commissario tecnico della Nazionale malgascia. Il rapporto è terminato il 7 febbraio 2011. Il 27 agosto 2012 ha firmato un contratto con il MC Alger.

## Palmarès

### Giocatore

#### Competizioni nazionali
- Campionato francese di seconda divisione: 1

Rennes: 1975-1976 (girone A)